# 870
870 (DCCCLXX) je bilo navadno leto, ki se je po julijanskem koledarju začelo na nedeljo.

## Dogodki
- Danci zasedejo vzhodno Anglijo.

## Rojstva
- Aleksander, bizantinski cesar († 913)
- Al-Farabi, perzijski filozof, učenjak († 950)
- Cventibold, kralj Lotaringije (Lorene) († 900)
- Peter Gojniković, srbski knez († 917)
- Roman I. Lekapen, bizantinski cesar († 948)
- Šridhara, indijski matematik († 930)